# Liste der Stadtteile von Los Angeles

Das Stadtgebiet von Los Angeles (rot markiert) mit Nachbarstädten innerhalb von Los Angeles County und dessen Lage in Kalifornien

Diese Seite gibt einen Überblick über die Unterteilungen des Stadtgebiets von Los Angeles.

## Stadtteile und Stadtviertel
Die Metropole mit ihren über vier Millionen Einwohnern allein im eigentlichen Stadtgebiet verfügt über zahlreiche Stadtteile (districts) und Stadtviertel (neighborhoods), die in ihrer kulturellen, sozialen und auch ethnischen Vielfalt den multikulturellen Charakter der Stadt widerspiegeln. 
Die Schriftstellerin Dorothy Parker beschrieb Los Angeles einmal als „72 Vororte auf der Suche nach einer Stadt“. Mit der Ausnahme von Hollywood sind die verschiedenen Stadtteile und deren Grenzen bislang nicht offiziell definiert worden. Gleichwohl gab die Los Angeles Times am 19. Februar 2009 eine inoffizielle, von ihr in einem Zeitraum von über drei Jahren entwickelte Karte der einzelnen Stadtteile heraus.
Abgesehen von Downtown Los Angeles, wo sich auch der Ursprung der Stadt befindet, gelten Bunker Hill, das seit langem zur Innenstadt gerechnet wird, und Angelino Heights als die ältesten Vororte von Los Angeles. Der jüngste Stadtteil ist das von Immobilienfirmen ab 2001 auf dem Reißbrett entwickelte Playa Vista im Westen von Los Angeles, nördlich des Los Angeles International Airport.

## Gebiete der Planungskommission und Plangebiete
Für rein statistische Zwecke existiert daneben eine Unterteilung der Stadt in sieben Gebiete der Planungskommission (Area Planning Commissions). Diese gliedern sich wiederum in 36 Plangebiete der Gemeinde (Community Plan Areas), die in der folgenden Tabelle aufgeführt sind. Die Einwohnerzahlen in der Tabelle sind auf die Volkszählung vom 1. April 2000 bezogen.
| Name                             | Fläche in km2 | Einwohnerzahl | Einwohner je km2 |
| -------------------------------- | ------------- | ------------- | ---------------- |
| Arleta – Pacoima                 | 30,84         | 98.072        | 3.180            |
| Atwater Village                  | 4,61          | 15.455        | 3352             |
| Bel Air – Beverly Crest          | 39,94         | 20.254        | 507              |
| Boyle Heights                    | 17,29         | 86.734        | 5.016            |
| Brentwood – Pacific Palisades    | 98,11         | 54.118        | 552              |
| Canoga Park – Winnetka           | 73,17         | 166.258       | 2.272            |
| Central City                     | 7,83          | 25.207        | 3.219            |
| Central City North               | 6,66          | 24.070        | 3.614            |
| Chatsworth – Porter Ranch        | 66,55         | 84.734        | 1.273            |
| Encino – Tarzana                 | 53,13         | 70.227        | 1.322            |
| Granada Hills                    | 46,80         | 57.254        | 1.223            |
| Harbor Gateway                   | 12,97         | 39.976        | 3.082            |
| Hollywood                        | 65,24         | 210.824       | 3.232            |
| Mission Hills                    | 30,27         | 134.960       | 4.459            |
| North Hollywood – Valley Village | 27,55         | 135.882       | 4.932            |
| Northeast Los Angeles            | 62,70         | 241.403       | 3.850            |
| Northridge                       | 26,22         | 62.679        | 2.391            |
| Palms – Mar Vista – Del Rey      | 23,35         | 110.044       | 4.713            |
| Port of Los Angeles              | 16,93         | 1.948         | 115              |
| Reseda – West Van Nuys           | 31,28         | 98.964        | 3.164            |
| San Pedro                        | 29,53         | 76.028        | 2.575            |
| Sherman Oaks – Studio City       | 35,19         | 72.987        | 2.074            |
| Silver Lake – Echo Park          | 18,79         | 76.987        | 4.097            |
| South Los Angeles                | 39,90         | 260.094       | 6.519            |
| Southeast Los Angeles            | 40,73         | 254.976       | 6.260            |
| Sun Valley – La Tuna Canyon      | 52,04         | 86.391        | 1.660            |
| Sunland – Tujunga                | 56,81         | 58.228        | 1.025            |
| Sylmar                           | 33,26         | 69.623        | 2.093            |
| Van Nuys                         | 33,38         | 158.691       | 4.754            |
| Venice                           | 8,32          | 37.758        | 4.538            |
| West Adams – Baldwin Hills       | 35,25         | 172.912       | 4.905            |
| West Los Angeles                 | 18,28         | 71.944        | 3.936            |
| Westchester                      | 35,66         | 51.254        | 1.437            |
| Westlake                         | 8,20          | 106.710       | 13.013           |
| Westwood                         | 10,09         | 49.298        | 4.886            |
| Wilmington – Harbor City         | 29,54         | 75.214        | 2.546            |
| Wilshire                         | 36,19         | 292.101       | 8.071            |
| Los Angeles                      | 1.257,97      | 3.694.802     | 2.937            |

Quelle: Los Angeles Department of City Planning